# 陈之佛

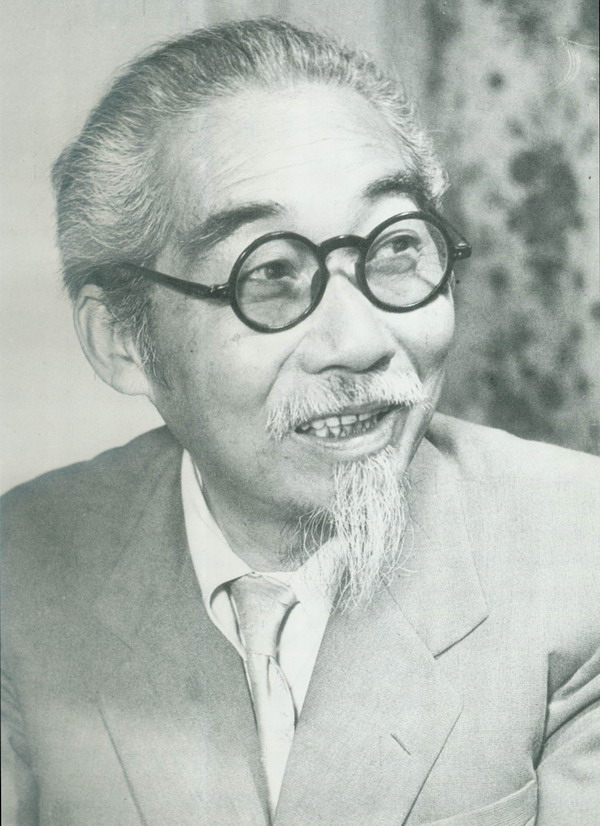
陈之佛

陈之佛（1896年9月14日—1962年1月15日），乳名绍本，又名陈杰，号雪翁，浙江省绍兴府余姚县浒山（民国时为浒山镇，今属慈溪市）人。中国国画家、美术教育家。

## 生平
1896年9月14日，陈之佛生于余姚县浒山晓记一个农商大家庭，乳名“绍本”。幼时在浒山三山蒙学堂、余姚县立高等小学学习。14岁考入慈溪锦堂学校农科预科班。两年后，进入浙江省立甲种工业学校，后来选择机织科深造。1916年毕业后留校任教。1918年，赴日本留学，1919年考入东京美术学校工艺图案科，是中国首位赴日本学习工艺美术的学生。在校期间，他在写生、构图、用色等方面造诣较深，作品多次在日本的展览中获奖。
1923年，陈之佛学成归国，并更名“之佛”，先后任上海东方艺术学校、上海艺术大学、上海美术专科学校、广州市立美术专科学校等校教授。1930年兼任国立中央大学艺术系教授，自1932年起专任中央大学艺术系教授。他还当选为中国美术会常务理事、全国美展审查委员会委员、全国工艺美展审查委员会委员。其间，出版《儿童画指导》、《图案法 ABC》、《西洋美术概论》、《图案构成法》等十多部著作，发表数十篇学术论文。1935年后，陈之佛专攻工笔花鸟画，常署名“雪翁”，以表“濯白雪以方洁”之志。抗日战争后期，先后在重庆、成都举办了三次个人中国画展。1947年，随中央大学迁返南京，寓居成贤街，居室定名“养真庐”，以表明洁身自好。1948年，任联合国教科文组织中国委员会委员兼艺术组专员，中央大学师范学院艺术系主任，中华全国美术会常务理事。
1949年，中国人民解放军占领南京，中央大学更名南京大学，陈之佛仍任艺术系教授。1952年，南京大学师范学院独立组建南京师范学院，陈之佛转任南京师范学院美术系教授兼系主任。1954年，当选为江苏省人民代表大会代表、中国美术家协会华东分会常务理事。1956年，获江苏省社会主义先进工作者称号，同年加入中国共产党。1958年5月，担任中国美术团团长，率团出访波兰、匈牙利等国。同年，调任南京艺术专科学校（现南京艺术学院）副院长，主持创设染织、装潢专业以及工艺美术专修科。1959年，当选为中国美术家协会理事。1960年，任中国美术家协会江苏分会副主席、江苏省文学艺术工作者联合会副主席。1960年7月，中国美术家协会江苏分会与江苏省美术馆在南京联合举办“陈之佛花鸟画展”。1961年5月，赴北京参与全国高等艺术院校教材的编写，主编《中国工艺美术史》教材。
1962年1月15日，陈之佛因脑溢血在南京逝世，享年66岁。葬于南京雨花台望江矶。

## 纪念
- 陈之佛故居（养真庐），位于慈溪市浒山街道[1]
- 陈之佛艺术馆，位于慈溪市